# Frederic Marès i Deulovol
Frederic Marès i Deulovol   (Portbou, 18 de setembre de 1893 - Barcelona, 16 d'agost de 1991) fou un escultor i col·leccionista català.

## Biografia
Frederic Marès arribà amb la seva família a Barcelona el 1903. Fill de Pere Marès i Oriol (1856-1915) i Soledat Deulovol i Vergés(1866-1937), va tenir dos germans, Josep i Pere Marès i Deulovol. Va assistir a les classes de l'Escola de Belles Arts, escola de la Llotja, on es formà com a escultor i de la qual, més tard, fou professor fins al 1964. Marès començà a treballar al taller de l'escultor modernista Eusebi Arnau. D'aquest període és el seu primer monument a la ciutat de Barcelona, dedicat al canonge Rodó (1919). El 1913 va viatjar a París pensionat per l'Ajuntament de Barcelona.

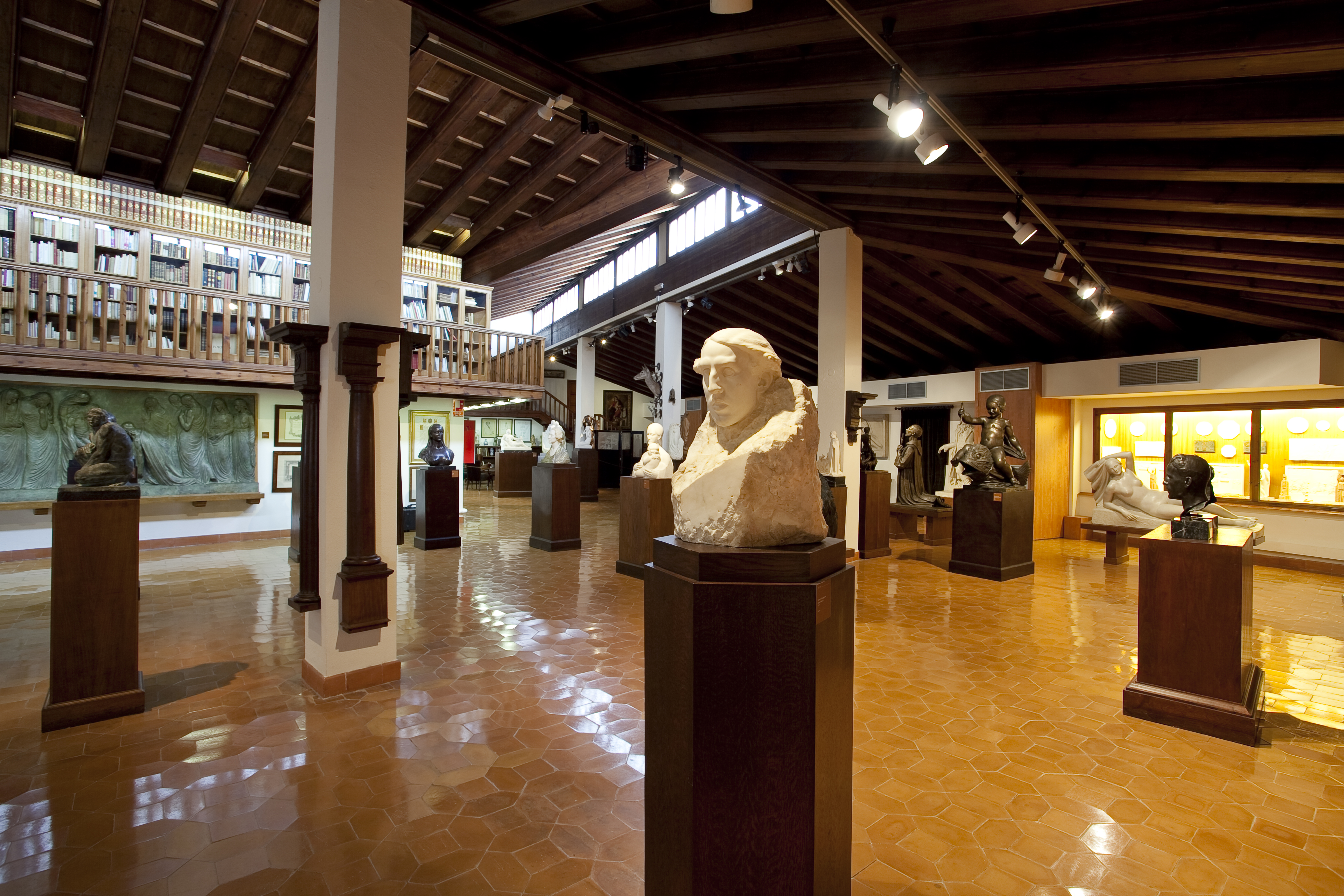
"Estudi-biblioteca al Museu Frederic Marès"

En aquesta etapa, quan Marès era encara un desconegut, la seva obra se centra tant en la producció de retrats i escultures funeràries, com en l'execució d'una sèrie de nus femenins, peces que permeten adscriure la seva obra dins de les línies més característiques del noucentisme. Al final de la dècada dels anys vint, Marès comença a dedicar-se amb preferència a l'escultura commemorativa, ornamental, funerària i a la medallística. També es dedicà a l'escultura de lliure creació, subordinada en el seu cas als encàrrecs de l'escultura pública.
Va participar en nombroses exposicions individuals i col·lectives, fonamentalment a Barcelona i Madrid, però també a diversos països. Durant la Guerra Civil (1936-1939) col·labora amb la Generalitat de Catalunya en la salvaguarda del patrimoni artístic, participa en la protecció de l'edifici del Seminari Conciliar i, posteriorment, en la reconstrucció de la Basílica de Santa Maria del Mar. La postguerra repercutí en gran manera també en els artistes que van haver d'acomodar les seves produccions a la nova situació. En el cas de Marès, això li va suposar deixar de treballar en nous models d'escultura independent, de petit format, per centrar-se gairebé de forma exclusiva en els encàrrecs dels clients institucionals, religiosos o de les grans entitats financeres. Paral·lelament, en disminuir els encàrrecs privats, desapareix la seva obra dels circuits expositius.
Passada la contesa bèl·lica, el 1944 rep l'encàrrec de restaurar les escultures dels panteons reials del Monestir de Poblet i, partir d'aquell moment, executa altres encàrrecs de tipologia funerària.
El seu coneixement de l'escultura el va ajudar a reunir, entre d'altres, una important col·lecció d'aquesta disciplina artística. L'any 1944 va donar les seves col·leccions a la ciutat de Barcelona. Dos anys més tard s'obren al públic les primeres sales del Museu, situat en una part de l'antic Palau Reial dels Comtes de Barcelona, al cor del Barri Gòtic i, el 1948, s'inaugura de forma oficial el Museu Frederic Marès, del qual en va ser el director fins a l'any de la seva mort. Va heredar el llegat el seu nebot, Pere Marès i Ibáñez, qui l’any 1993 decideix donar-lo a l’Ajuntament de Barcelona, i va esdevenir aquesta la última donació de la col·lecció Marès.
En el museu, dividit en dues seccions, la col·lecció d'escultura i l'anomenat Gabinet del col·leccionista, també es pot visitar des de l'any 1996 l'estudi-biblioteca de Frederic Marès, un espai situat a la segona planta de l'edifici on s'exhibeix la seva pròpia obra donada a l'Ajuntament l'any 1988. Així mateix, la important col·lecció de llibres –era fill d'un llibreter antiquari– es conserva a la Biblioteca de Catalunya. L'any 1983 va cedir la col·lecció de puntes de coixí i treballs d'agulla a la vila d'Arenys de Mar i es va fundar el Museu Marès de la Punta, secció del Museu d'Arenys de Mar. Cal no oblidar que paral·lelament, Marès exercí una notable labor docent, ja que arribà a compaginar la direcció de l'Escola Superior de Belles Arts i de l'Escola d'Arts Aplicades i Oficis Artístics de Barcelona (Escola de la Llotja), i fins i tot la presidència de la Reial Acadèmia Catalana de Belles Arts de Sant Jordi.
És sebollit al Cementiri de les Corts de Barcelona.

## Obra
El 25 de novembre de 2018 es va inaugurar la nova presentació museogràfica de l'estudi-biblioteca de Frederic Marès dins els actes de commemoració dels 70 anys de la inauguració del Museu Frederic Marès.
La nova presentació museogràfica ha comportat la renovació del discurs museològic, aportant contingut informatiu sobre l'espai, el personatge i les obres exposades, així com del mobiliari expositiu i la substitució de l'antiga il·luminació per llums LED. La nova presentació ha volgut mantenir la mateixa atmosfera de calidesa, tal com l'havia ideat el propi Frederic Marès, i la singularitat de l'espai.
El discurs de la nova presentació museogràfica ha consistit a explicar a través de sis àmbits temàtics, la trajectòria de Frederic Marès, com a escultor.

### Figures i Retrats
Són exemples clars de la influència d'Auguste Rodin en l'obra de Frederic Marès l'escultura Rodio, el Retrat de Jaume Pahissa –pel que fa a la fusió del cap al bloc de marbre del que sorgeix i al tractament dels cabells– o Nu d'home. També la influència del moviment noucentista és present al llarg dels anys 1900 a 1910 i la segona dècada del segle xx en obres com el relleu Maternitat (Mater amabilis), tamisat pel sedàs renaixentista, en les escultures Tres joves o Joventut-Ritme, i en retrats com el de Josep Maria Bassols, de Lluís Folch i Torres, del nen Josep Marès o fins i tot en el Bust de dona amb mantellina, que mostren personatges de trets ben perfilats i no exempts de certa idealització. Una de les obres més representatives de l'estil de maduresa de Frederic Marès és Bust femení (Serenitat), tipologia que no tindrà continuïtat més enllà de l'any 1936. Passada la Guerra Civil espanyola, Marès no va tornar a treballar nous models d'escultura de lliure creació, és a dir, de petit format, no subjecta a comanda.

### Escultura pública

#### Escultura commemorativa

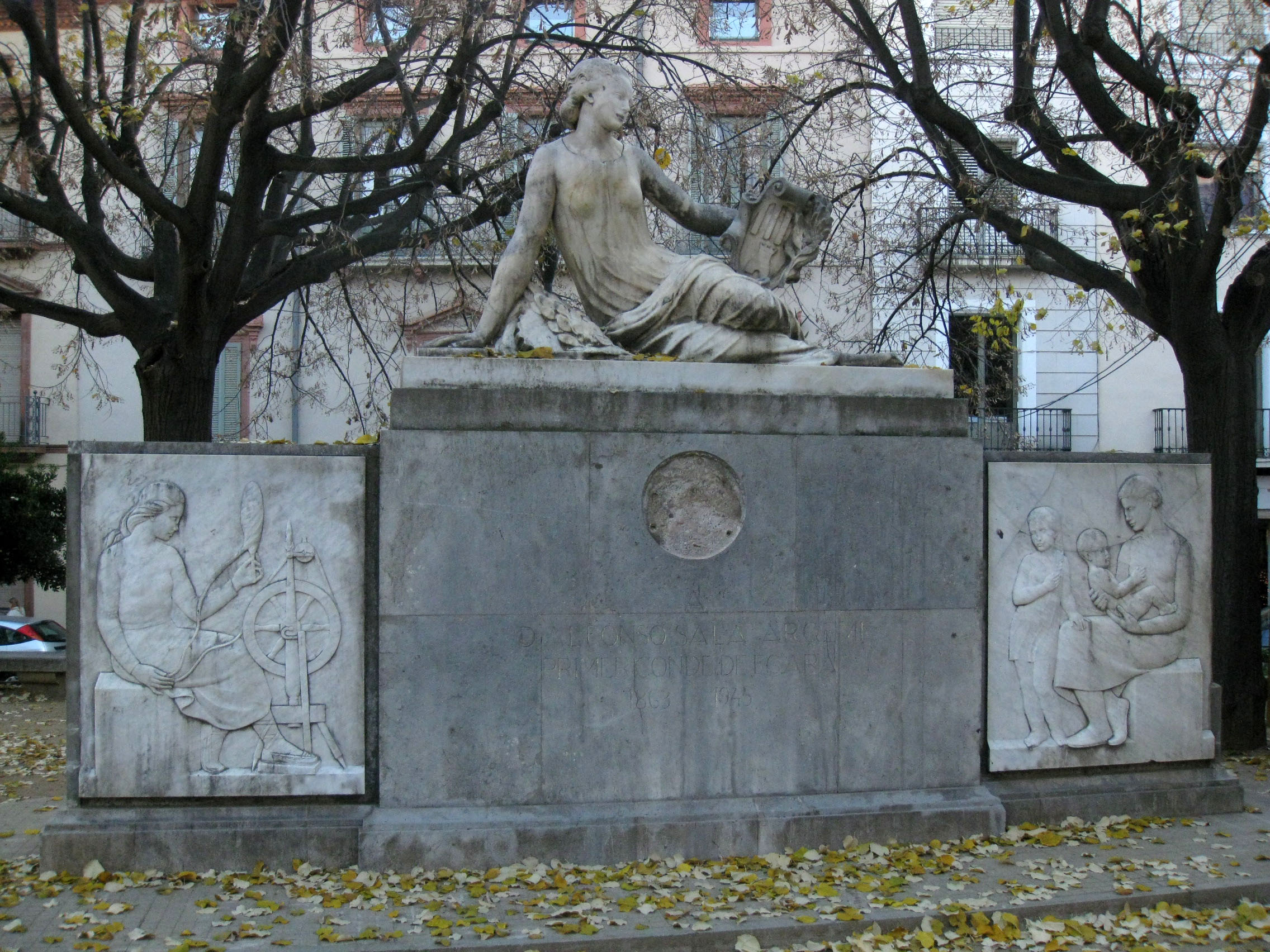
Monument a Alfons Sala, al passeig del Comte d'Ègara de Terrassa

La fama de Marès com a escultor està lligada a la seva dedicació a l'escultura monumental. Des de l'inici de la seva carrera artística va mostrar un interès preferent en aquesta vessant escultòrica, els seus primers projectes d'escultura pública són el monument commemoratiu consagrat al canonge Rodó a la plaça homònima del districte de Sant Martí, i el de l'escenògraf Francesc Soler i Rovirosa, a la Gran Via, o el monument a Francesc Layret, a la plaça de Goya. Poc abans de l'inici de la Guerra Civil, el 1935, va realitzar el relleu en honor d'Apel·les Mestres al carrer de la Pietat cantonada carrer del Bisbe.
Acabada la Guerra, Marès mantingué el prestigi de la seva producció commemorativa i començà a rebre noves comandes, com l'estàtua del monument a La Victòria, encarregada per l'Ajuntament de Barcelona, per a la qual va reciclar un projecte d'abans de la guerra dedicat a la República. El més significatiu, però, és que amplià la seva activitat a altres ciutats del país i de l'estranger. Són obres seves el monument a Alfons Sala, comte d'Ègara, a Terrassa; el monument d'Alfons III a Maó; els dedicats a Josep Maria Quadrado i Joan Benejam a Ciutadella; el monument del Timbaler del Bruc; el dedicat a Joan Maragall a Montserrat; el de Francisco de Goya a Saragossa; el de Damià Campeny a Mataró; el del doctor comte d'Arruga a Madrid; el dedicat a Lluís Vives a Elx; el de Jaume I i Ramon Muntaner a Figueres; el de Minerva a Tossa de Mar; el d'Alexandre de Riquer a Calaf, i, finalment, els monuments de Segundo Ruiz Belvis i José Salvador Brau a Puerto Rico.

#### Escultura aplicada a l'arquitectura/escultura decorativa urbana

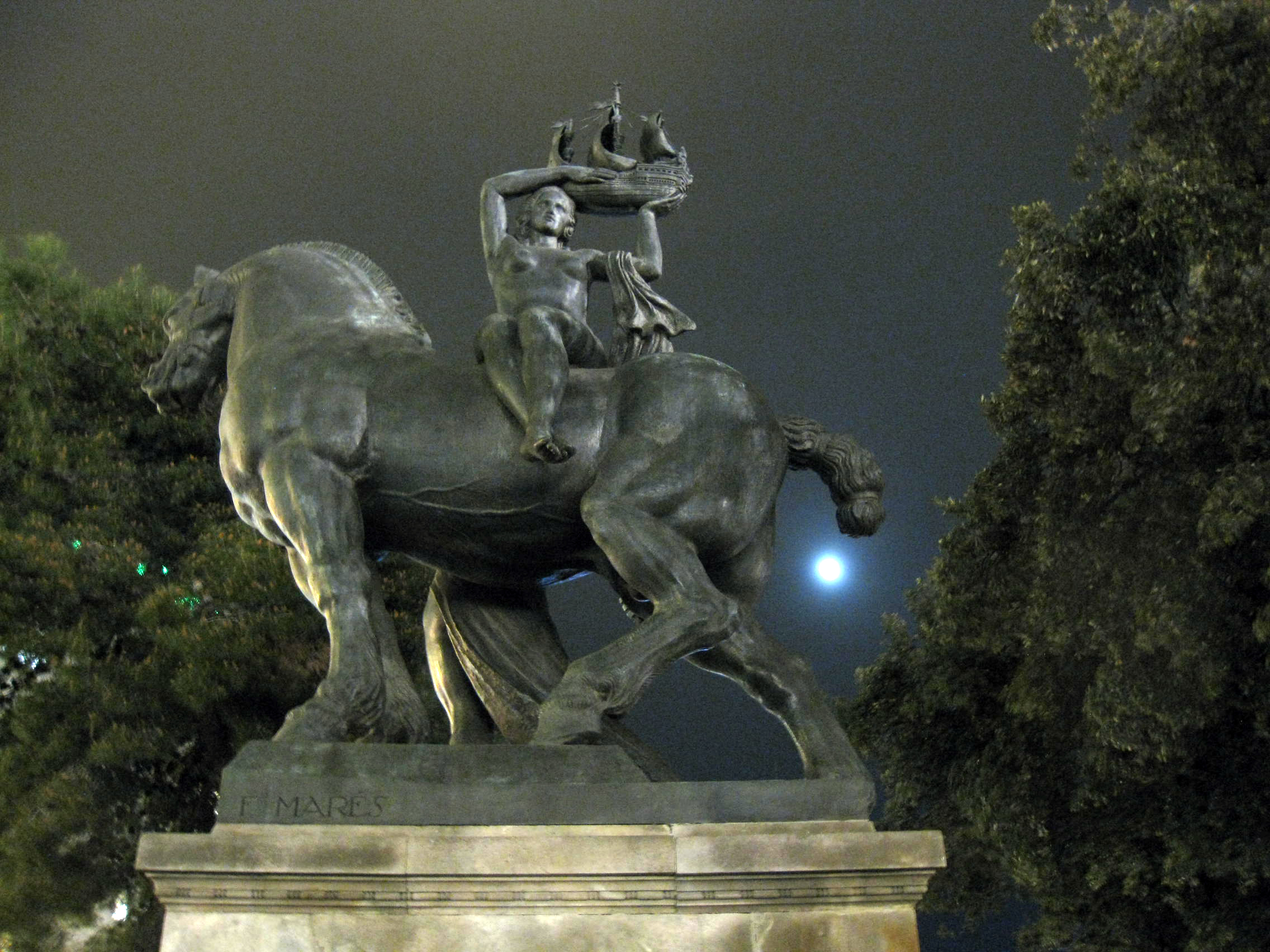
Barcelona, escultura de bronze a la plaça de Catalunya

A banda d'aquestes obres de caràcter commemoratiu, una part de les produccions més destacades de Marès se situa dins l'àmbit de l'escultura decorativa urbana, com les escultures Barcelona i Emporion, que ornamenten la plaça de Catalunya, o de l'escultura aplicada a l'arquitectura com la façana de l'edifici de La Unión y el Fénix del Passeig de Gràcia o com la decoració, interior i exterior, del Banco de Vizcaya de la plaça de Catalunya, tots ells a Barcelona. Un dels darrers encàrrecs abans de la Guerra Civil fou la imatge del Sagrat Cor de Jesús que coronava el Temple del Tibidabo. De la dècada dels anys quaranta i cinquanta destaquen algunes decoracions d'entitats bancàries com la del Banco Español de Crédito a la Plaça de Catalunya i les del Banco Hispano Americano i el Banco de Vizcaya, ambdues al Passeig de Gràcia. A Madrid realitzà el fris per a la façana de l'edifici del Banco Zaragozano. L'únic projecte d'escultura decorativa urbana en el qual Marès va intervenir durant el període 1939-1991 correspon a un grup ornamental de cérvols, als Jardins de Jaume Vicens Vives, que la immobiliària Colonial va encarregar-li dins la promoció d'un conjunt d'habitatges, serveis i comerços situats a la macroilla dins l'Avinguda Diagonal, Gran Via Carles III i Sabino Arana.

### Restauració i recreacions

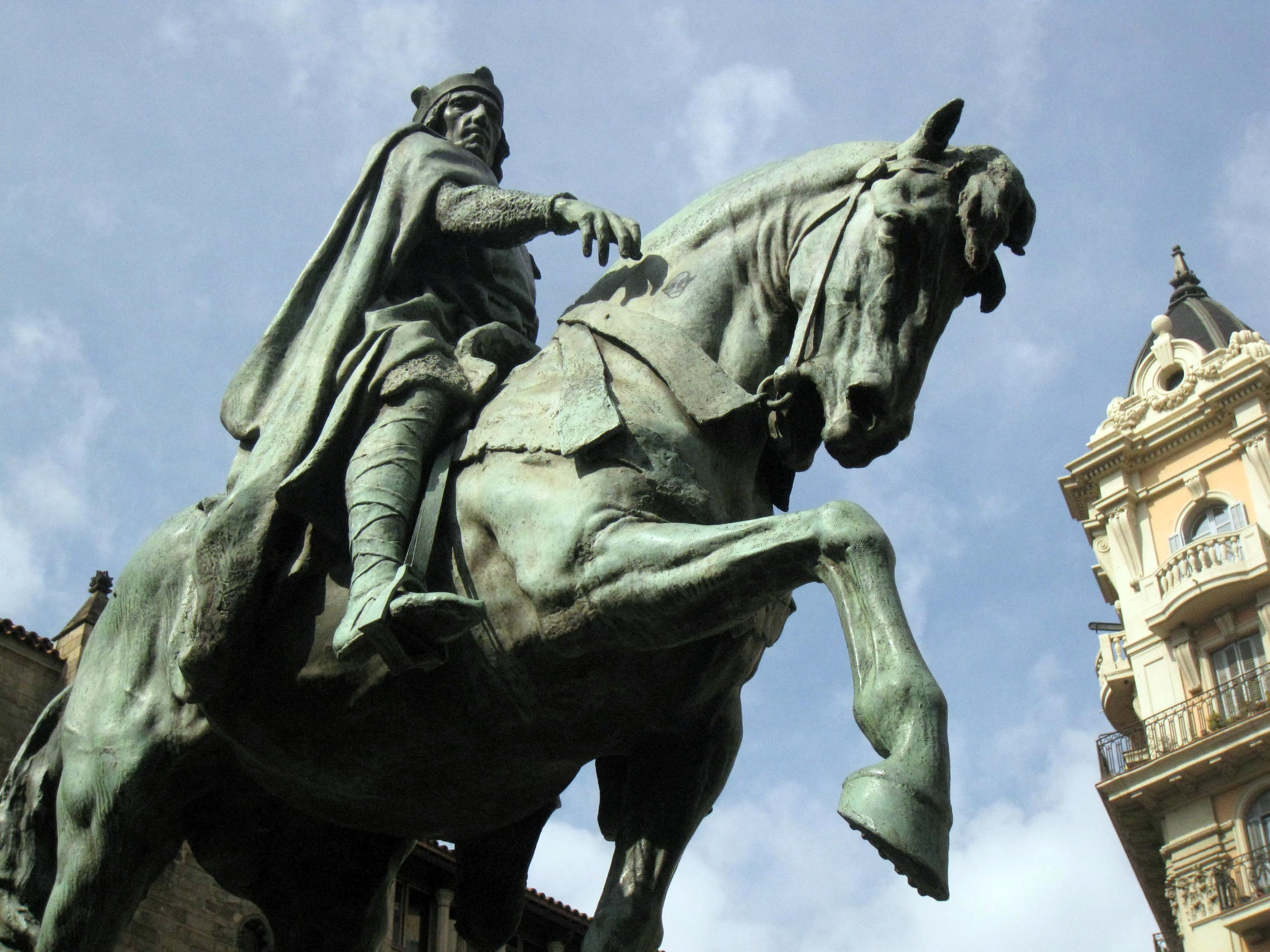
Estàtua eqüestre de Ramon Berenguer III, de Josep Llimona, restaurada per Frederic Marès

Després de la Guerra Civil, l'àmplia i nombrosa producció de postguerra de Marès se centrà en tres àmbits: la restauració de monuments, les obres commemoratives oficials i l'escultura religiosa. Dins l'àmbit de la restauració de monuments, sobresurt la recreació de les tombes reials de l'església del monestir de Poblet, iniciada el 1944, però també realitzà altres restauracions d'estàtues commemoratives, com les dedicades al pintor Viladomat i a l'almirall Roger de Llúria, al Passeig de Lluís Companys, o l'eqüestre de Ramon Berenguer el Gran a la plaça del mateix nom de Barcelona. Reproduí així mateix les estàtues destruïdes durant la guerra del monument A Joan Güell i Ferrer (1945), del monument a Antonio López y López (1944) i de la Font de Santa Eulàlia de la Plaça del Pedró (1951). Una de les principals conseqüències artístiques de la intervenció de Marès en la reconstrucció dels panteons reials de Poblet és l'aparició d'una nova tipologia dins la seva producció: la dedicada a les estàtues jacents dels reis, com els encàrrecs posteriors de la tomba del rei Martí, també per a Poblet, les estàtues jacents de Jaume II i Jaume III de la Catedral de Palma, l'estàtua jacent de Jaume I per a Montpeller i la de Sanç de Mallorca de la Catedral de Perpinyà.

### Art funerari
L'obra funerària de Frederic Marès va gaudir d'èxit des dels inicis de la seva trajectòria artística. L'escultor tenia bons amics entre la burgesia, alguns dels quals ho eren des de la seva estada al taller de l'escultor Arnau, i per a ells va adequar la seva producció a l'àmbit domèstic de devoció privada. Com a resultat, la decoració de nínxols i panteons funeraris amb relleus relatius a la mort de Crist, així com la realització de relleus de la Verge i el Nen, altars i creus d'altar, es van convertir en un dels eixos destacats de la seva producció. Es conserven decoracions per a panteons realitzats per Marès a Mataró, el Masnou, Sitges, Figueres, Valls i Barcelona, realitzats majoritàriament en col·laboració amb arquitectes.

### Escultura religiosa

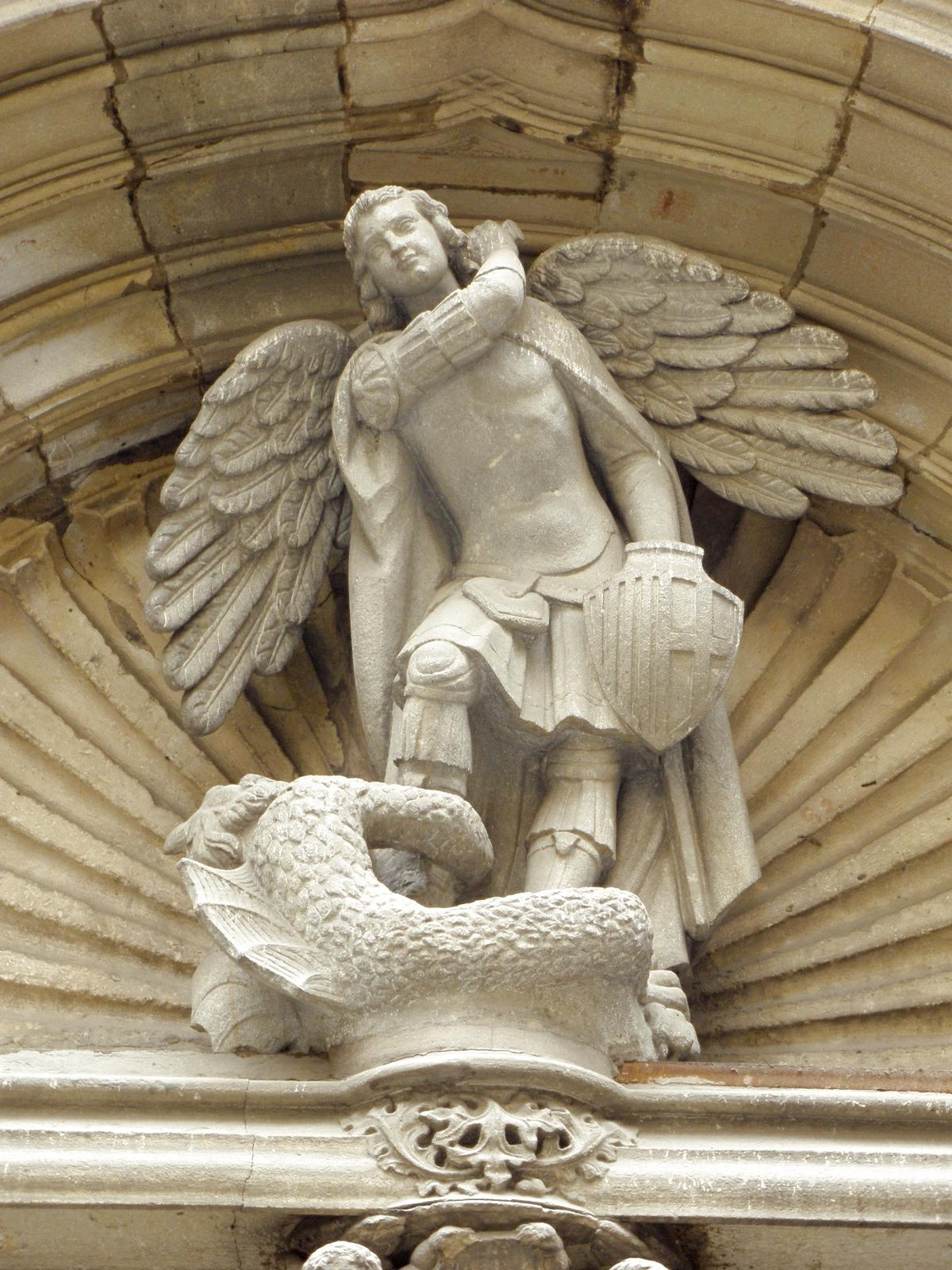
Sant Miquel Arcàngel, basílica de la Mercè, Barcelona

Els efectes de la Guerra Civil fan necessari reconstruir bona part del patrimoni religiós malmés durant la contesa, l'Església es converteix en el principal client dels artistes. Marès esdevé un prolífic escultor d'imatgeria religiosa, especialitzat en imatges de marededéus, sants i santes. Destaquen les imatges realitzades per la basílica de Santa Maria del Mar, per l'església de Sant Pere de Figueres o per l'abadia de Montserrat, entre d'altres repartides per tota la geografia catalana. Dins de l'escultura religiosa cal destacar, com a conjunt escultòric, el que va executar per a la reedificació de l'església de Sant Esteve de Parets del Vallès, que li va permetre desplegar un extens programa iconogràfic en el retaule de l'altar, el timpans, frisos i capitells de les portades i altres elements artístics.

### Medalles
La trajectòria artística de Marès va transcórrer dins dels límits de l'escultura tradicional figurativa apresa a l'Escola Superior d'Arts i Indústries i Belles Arts de Barcelona i al taller d'Eusebi Arnau, on va aprendre no només l'ofici d'escultor, sinó també una determinada concepció de l'escultura, hereva de la tradició del segle xix i que es decantava cap a l'escultura commemorativa, ornamental, funerària, i cap a la medallística.
Després de la Guerra Civil espanyola, els encàrrecs per a la realització de medalles commemoratives, especialment per part de l'Ajuntament de Barcelona i la Fábrica Nacional de Moneda y Timbre, es van incrementar notablement, de la qual cosa en va resultar un ampli catàleg en la seva producció.

## Obres destacades
- 1917 Retrat de Jaume Pahissa. Museu Frederic Marès, Barcelona.
- 1917 Tres joves. Museu Frederic Marès, Barcelona (marbre). Col·leccions particulars (guix i bronze).
- 1920-1925 Joventut-Ritme. Museu Frederic Marès, Barcelona.
- 1924 L'enterrament de Crist. Basílica de Santa Maria del Mar, Barcelona.
- 1927 Al·legoria de Barcelona. Plaça de Catalunya, Barcelona.
- 1927 Emporion. Plaça de Catalunya, Barcelona.
- 1928 Nens cavalcant peixos, Barcelona.
- 1930 Monument a Francesc Soler i Rovirosa. Gran Via de les Corts Catalanes, Barcelona.
- Cap al 1934 Paravent. Museu Frederic Marès, Barcelona.
- Cap al 1936 Nu ajagut (Plenitud, Primavera). Museu Frederic Marès, Barcelona.
- 1936 Monument a Francesc Layret. Plaça de Goya, Barcelona.
- 1941 Espanya victoriosa o La Victòria (al peu de l'obelisc de Passeig de Gràcia/Diagonal fins al 2011 i actualment al Museu d'Història de Barcelona)
- 1945 Reconstrucció del Monument A Joan Güell i Ferrer. Gran Via de les Corts Catalanes, Barcelona
- 1942-1946 Decoració escultòrica. Església parroquial de Sant Esteve de Parets del Vallès.
- 1947 Estàtues jacents de Jaume II de Mallorca i de Jaume III de Mallorca. Catedral de Palma.
- 1948 Barcelona a Prim. Barcelona.
- 1951 Monument al Timbaler del Bruc. El Bruc.
- 1953 Bust de Mateu Orfila. Carrer de ses Moreres, Menorca.
- 1953 Crist crucificat. Església parroquial de Sant Pere de Figueres.
- 1959 Monument a Francisco de Goya. Plaça del Pilar, Saragossa.
- 1960 Immaculada Concepció. Església parroquial de Portbou.
- 1967 Cérvols. Jardins de Jaume Vicens Vives i Jardins de Joan Maragall, Palauet Albéniz, Barcelona.
- 1975 Sant Jordi. Museu Frederic Marès, Palau de la Generalitat de Catalunya i Reial Acadèmia Catalana de Belles Arts de Sant Jordi, Barcelona.
- 1975 Exaltació de la Santa Creu. Altar major de la Catedral de Barcelona.

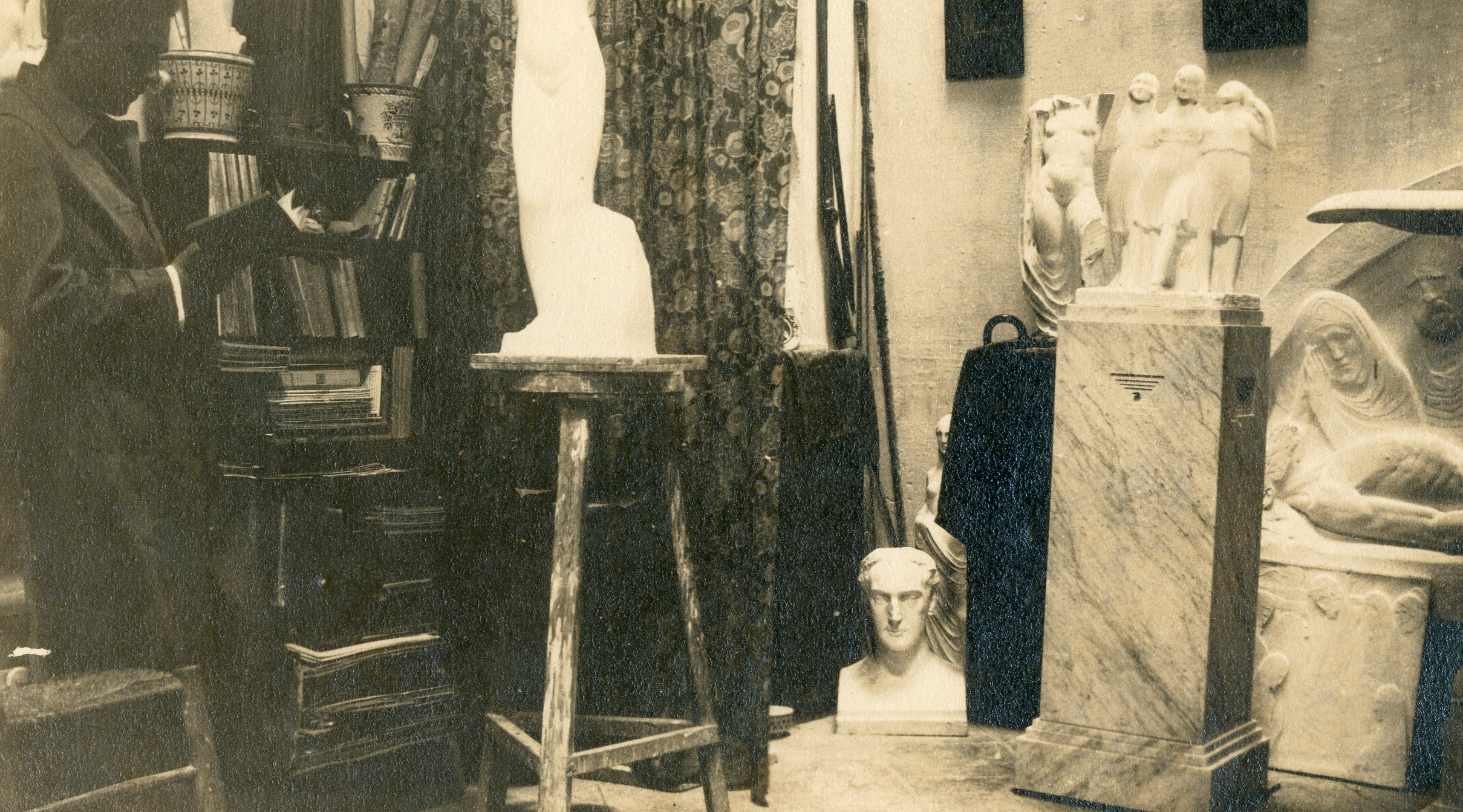
Estudi de l'artista l'any 1917

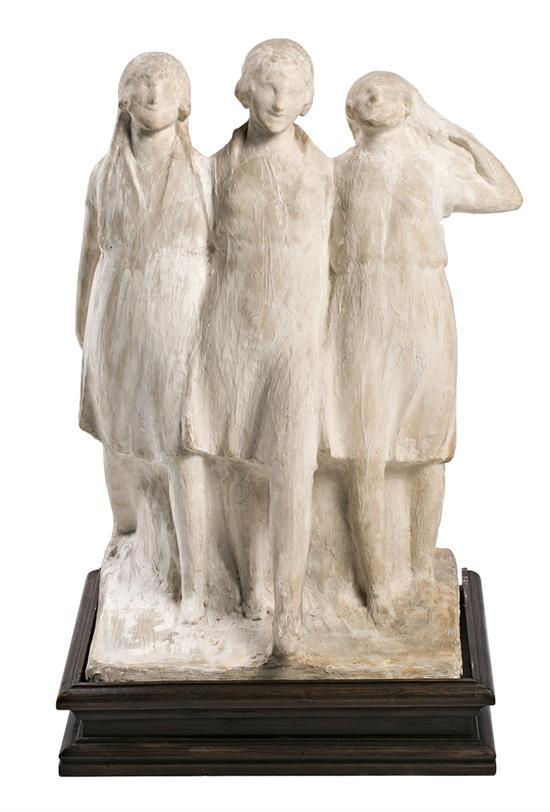
Tres joves, 1917. Guix. Col·lecció particular

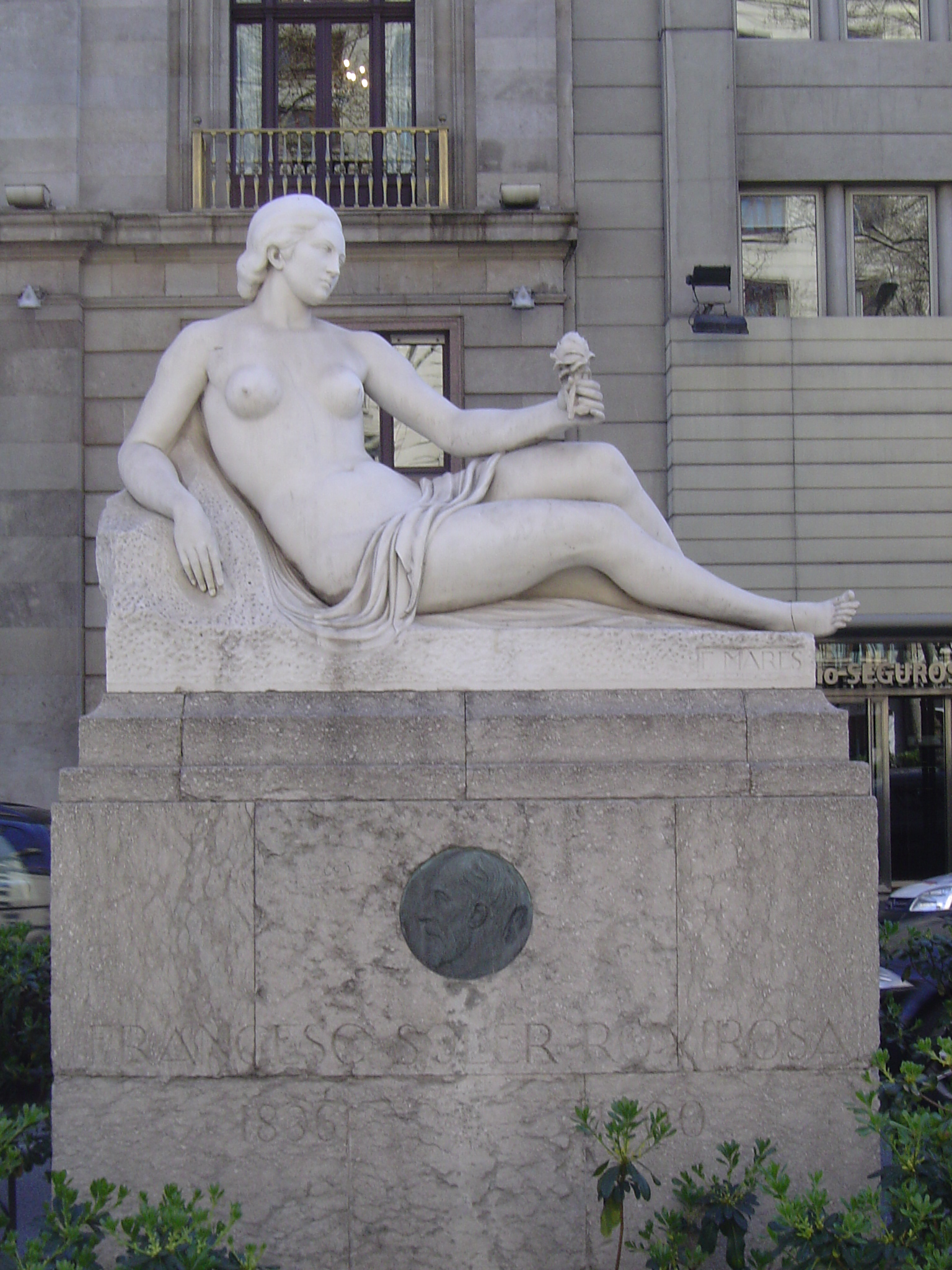
Monument a Francesc Soler i Rovirosa, Gran Via de les Corts Catalanes, Barcelona
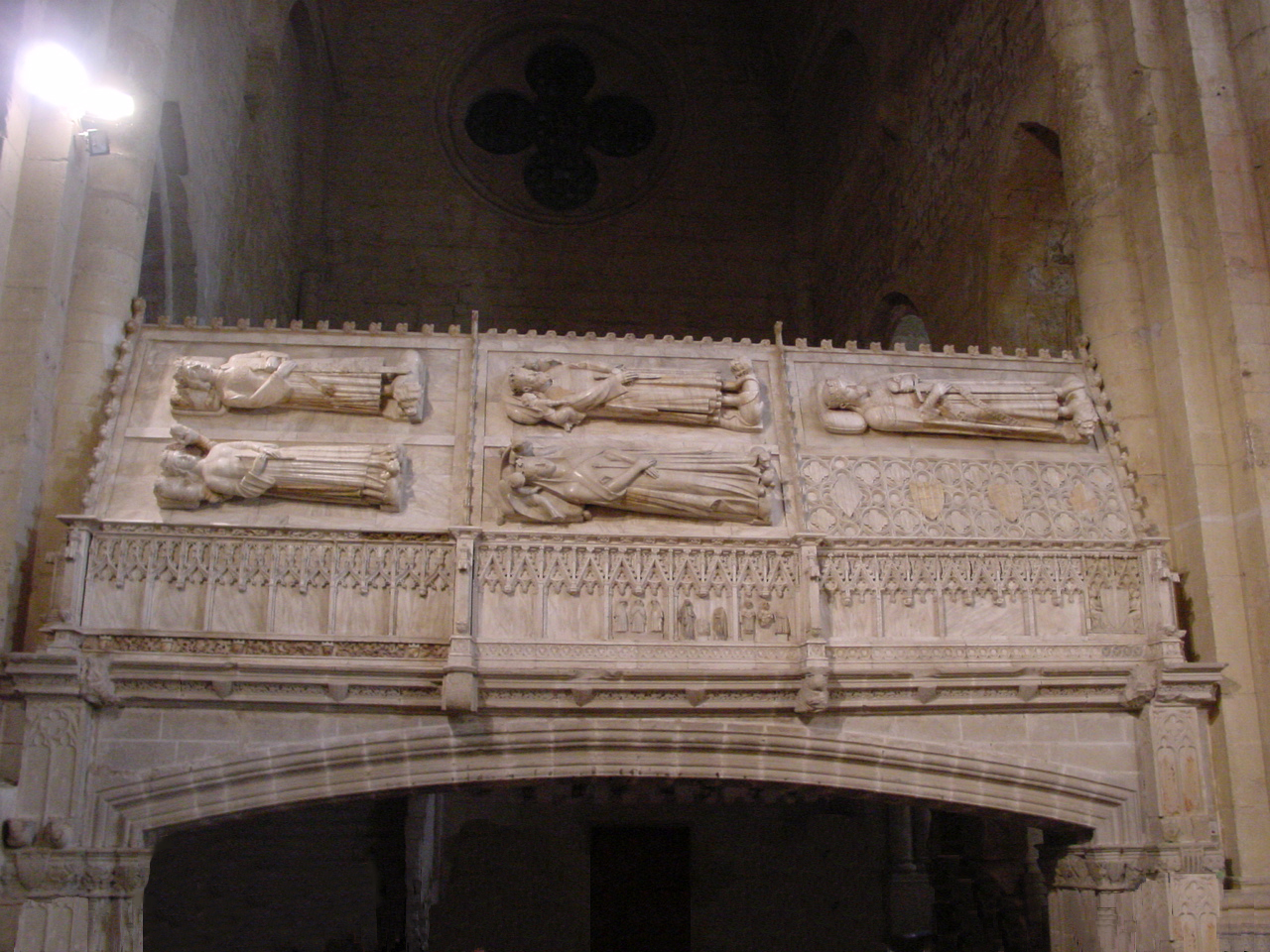
Panteó Reial de Poblet, reconstruït per Frederic Marès
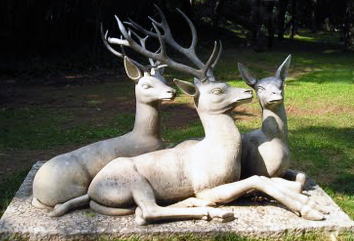
Cérvols, Palauet Albéniz, Barcelona
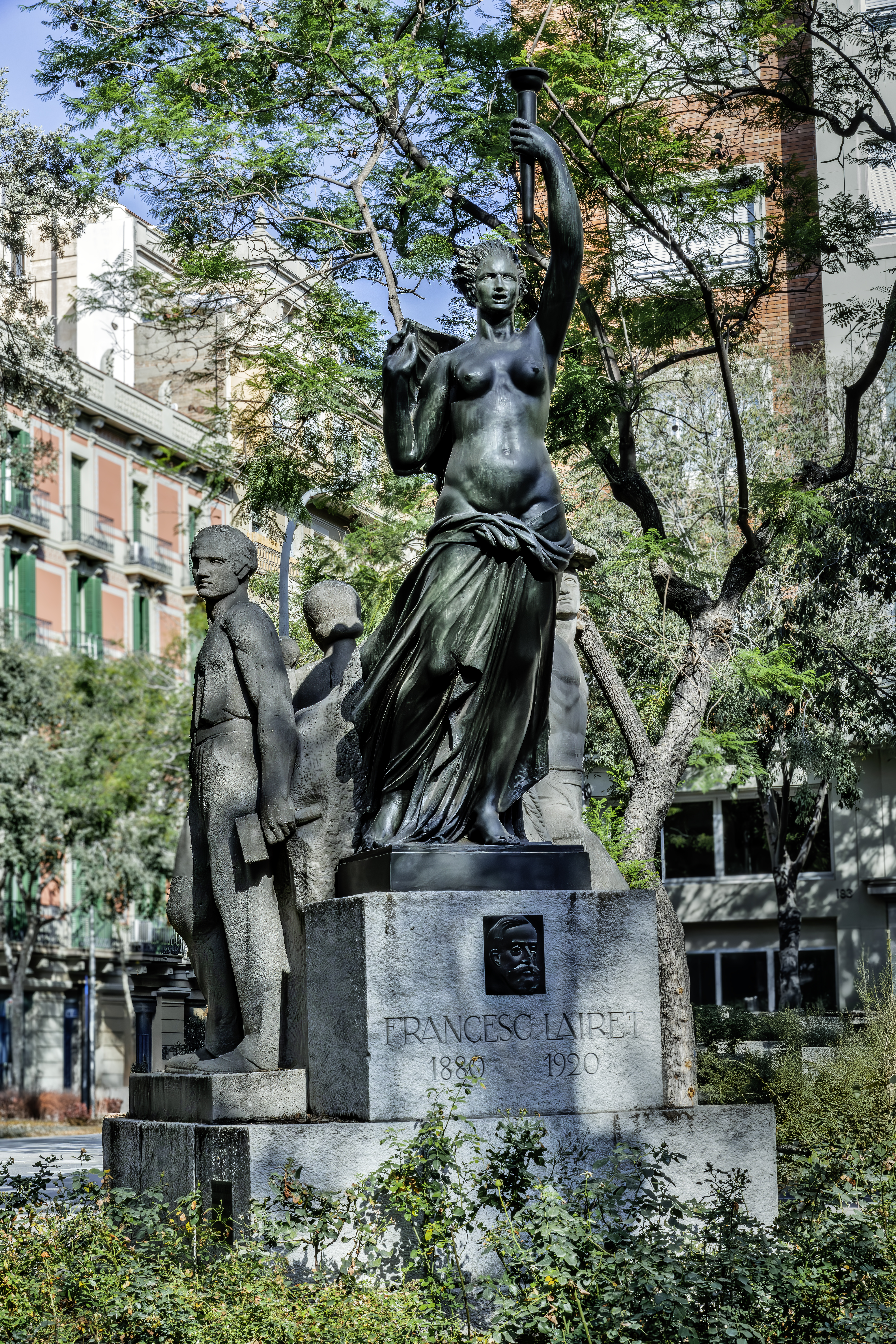
Monument a Francesc Layret, plaça de Goya, Barcelona
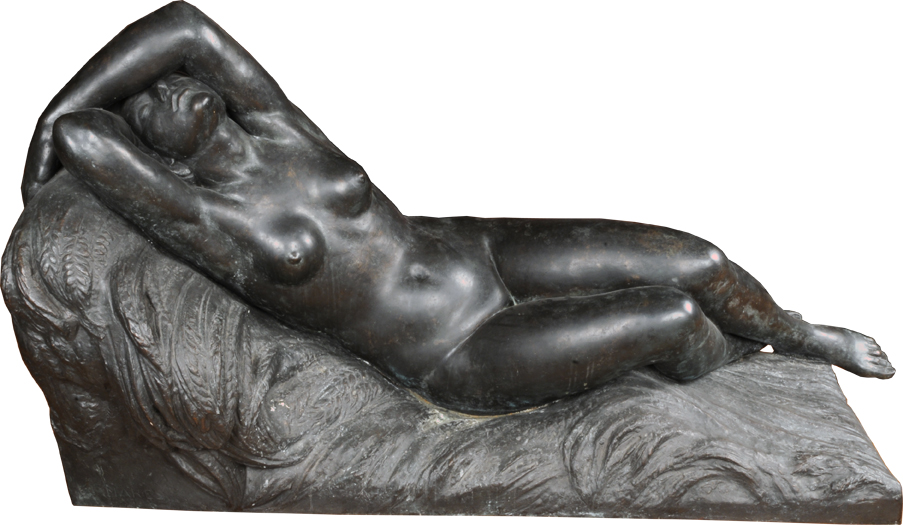
Nu ajagut (Plenitud, Primavera), Museu Frederic Marès, Barcelona

## Col·leccionisme
Marès, però, a més de ser escultor, sentí des de ben jove la passió pel col·leccionisme. A París, ja el 1913 descobrí el món dels antiquaris i de les subhastes, i adquirí les primeres col·leccions. Progressivament va anar enriquint-les i recollint-les al seu taller d'escultura i a casa seva, fins que el 1944 l'Associació dels Amics dels Museus de Catalunya organitzà una exposició amb una selecció de la seva col·lecció a l'Arxiu Històric de la Ciutat, i ell feu pública la voluntat de donar-la a Barcelona.
Com a escultor, s'interessà sobretot per aquesta disciplina, tot reunint una gran col·lecció, especialment d'escultura hispànica dels segles XI al XIX, majoritàriament religiosa i en talla policromada, excepcional perquè permet reconstruir-ne la història a través de les diverses escoles, artistes i tallers. Així mateix, fidel a la tradició vuitcentista, aplegà igualment algunes col·leccions d'arts sumptuàries –mobles, orfebreria, indumentària...–.
La major part de la col·lecció d'escultura va ser adquirida per Frederic Marès en el comerç d'antiguitats espanyol, principalment a antiquaris de Barcelona, Madrid, Valladolid i el nord de la Península. Les circumstàncies socioeconòmiques d'Espanya des dels anys quaranta i fins al final dels seixanta, l'abandonament del món rural i les necessitats econòmiques d'algunes diòcesis van propiciar la venda del seu patrimoni artístic, una venda que en aquells moments era lícita, –realitzada amb l'autorització de les autoritats eclesiàstiques– i va afavorir que una gran quantitat d'obres d'art de caràcter religiós, entre les que abundaven les escultures, es trobessin en el mercat antiquariat.
Al llarg de més de vuitanta anys no sols va aplegar un gran nombre d'objectes d'art, sinó també una nombrosa i diversa col·lecció d'objectes, més de 50.000, fonamentalment del segle xix, una magna col·lecció de col·leccions, que són testimoni de la vida i els costums del passat: nines, rellotges, ventalls, pipes, naips, daguerreotips, pots de farmàcia, cromos, tinters, puntes i brodats, menús...
Entre aquesta diversitat d'objectes, les puntes i alguns treballs d'agulla van servir per fundar el Museu Marès de la Punta d'Arenys de Mar el 13 de març de 1983. Aquesta col·lecció la va començar al visitar l'any 1914 a Madrid: La Exposición de Lencería y Encajes Españoles de los siglos XVI al XIX organitzada pel Marqués de Valverde.

## Distincions

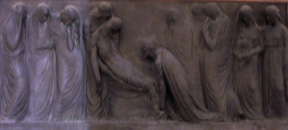
"Enterrament de Crist", obra de Frederic Marès, que es troba a la Basílica de Santa Maria del Mar de Barcelona (vegeu-ne un detall)

- 1970 Director honorari del Museu de l'Empordà de Figueres
- 1982 Creu de Sant Jordi de la Generalitat de Catalunya
- 1984 Medalla d'or al mérito de las Bellas Artes
- 1986 Medalla d'Or de la Generalitat de Catalunya
- Acadèmic de la Real Academia de Bellas Artes de San Fernando de Madrid
- Acadèmic i president de la Reial Acadèmia Catalana de Belles Arts de Sant Jordi de Barcelona
- Director de l'Escola de Belles Arts de Sant Jordi i de l'Escola d'Arts Aplicades i Oficis Artístics "Llotja" de Barcelona
- Fill predilecte de Portbou